# Hawley Pratt
Pour les articles homonymes, voir Pratt.
Hawley Pratt est un réalisateur américain né le 9 juin 1911 à Seattle, Washington (États-Unis), décédé le 2 mars 1999 à Thousand Oaks (États-Unis).

## Biographie
Hawley Pratt est connu pour être le réalisateur de la série d'animation La Panthère rose.

## Filmographie

### Cinéma
- 1961 : The Pied Piper of Guadalupe
- 1961 : Prince Violent
- 1961 : The Last Hungry Cat
- 1962 : Crow's Feat
- 1962 : Mexican Boarders
- 1963 : Philbert (Three's a Crowd)
- 1964 : Señorella and the Glass Huarache
- 1964 : Pancho's Hideaway
- 1964 : The Pink Phink
- 1964 : Pink Pajamas (en)
- 1964 : Road to Andalay
- 1965 : It's Nice to Have a Mouse Around the House
- 1965 : Cats and Bruises
- 1965 : We Give Pink Stamps (en)
- 1965 : The Wild Chase
- 1965 : Dial 'P' for Pink (en)
- 1965 : Sink Pink
- 1965 : Pickled Pink (en)
- 1965 : Shocking Pink (en)
- 1965 : Pinkfinger (en)
- 1965 : Pink Ice
- 1965 : The Pink Tail Fly (en)
- 1965 : Pink Panzer
- 1965 : An Ounce of Pink
- 1965 : Reel Pink
- 1965 : La Panthère torero
- 1966 : Pink Punch (en)
- 1966 : Pink Pistons (en)
- 1966 : Vitamin Pink
- 1966 : Pink, Plunk, Plink (en)
- 1966 : The Pink Blueprint
- 1966 : Smile Pretty, Say Pink (en)
- 1966 : Pink-A-Boo (en)
- 1966 : The Genie with the Light Pink Fur (en)
- 1966 : Super Pink (en)
- 1966 : Rock-a-Bye Pinky (en)
- 1967 : Pinknic (en)
- 1967 : Pink Panic (en)
- 1967 : Pink Posies (en)
- 1967 : Pink of the Litter (en)
- 1967 : In the Pink (en)
- 1967 : Pinto Pink
- 1967 : Congratulations It's Pink (en)
- 1967 : Prefabricated Pink (en)
- 1967 : The Hand Is Pinker Than the Eye (en)
- 1968 : Sky Blue Pink (en)
- 1968 : Pinkadilly Circus (en)
- 1968 : Psychedelic Pink (en)
- 1968 : Plongez dans l'eau rose (en)
- 1968 : G.I. Pink (en)
- 1968 : Lucky Pink (en)
- 1968 : The Pink Quarterback (en)
- 1968 : Twinkle, Twinkle, Little Pink (en)
- 1968 : Pink Valiant (en)
- 1968 : Prehistoric Pink (en)
- 1968 : Little Beaux Pink (en)
- 1968 : Pink Sphinx (en)
- 1968 : Hawks and Doves
- 1969 : Pink-A-Rella (en)
- 1969 : Hurts and Flowers
- 1969 : Slink Pink (en)
- 1969 : Pink on the Cob (en)
- 1969 : The Deadwood Thunderball
- 1969 : Extinct Pink (en)
- 1969 : Tijuana Toads
- 1969 : Go for Croak
- 1970 : Scratch a Tiger
- 1970 : The Froggy Froggy Duo
- 1970 : Ants in the Pantry (en)
- 1970 : Never on Thirsty
- 1970 : A Dopey Hacienda
- 1971 : Snake in the Gracias
- 1971 : A Leap in the Deep
- 1971 : A Fly in the Pink (en)
- 1971 : Gong with the Pink (en)
- 1973 : Kloot's Kounty
- 1973 : Apache on the County Seat
- 1974 : The Dogfather
- 1974 : The Goose That Laid a Golden Egg
- 1978 : The Pink of Bagdad (en)

### Télévision
- 1966 : The Road Runner Show (série)
- 1966 : The Super 6 (en) (série)
- 1968 : The Bugs Bunny/Road Runner Hour (en) (série)
- 1969 : La Panthère rose ("The Pink Panther Show") (série)
- 1969 : Here Comes the Grump (en) (série)
- 1971 : The Cat in the Hat
- 1972 : The Lorax (en)
- 1973 : Dr. Seuss on the Loose (en)
- 1973 : The Bear Who Slept Through Christmas (en)